# サカサマのパテマ
『サカサマのパテマ』は、吉浦康裕による日本のアニメーション映画。2013年11月9日に日本公開された。第17回文化庁メディア芸術祭アニメーション部門優秀賞、スコットランド・ラブズ・アニメ 2013観客賞および審査員賞を受賞。また、第7回アジア太平洋映画賞最優秀アニメーション映画賞にノミネートされた。DVDおよびBlu-rayは2014年4月25日に発売された。

## 概要
スタジオ・リッカの吉浦康裕が、『イヴの時間』に続いて、原作・監督・脚本を務めて制作するサイエンス・ファンタジー作品。2012年劇場公開予定だったが、制作上の都合により2013年公開に変更となった。吉浦は、この作品について（店の中のエピソードが多かった前作の『イヴの時間』と違って）、外の話にしたいとしている。
ぴあによる公開初週の映画・満足度ランキングでは1位となった。

## ストーリー
「かつて、多くの罪人が空に落ちた」とされ、「空」を忌み嫌う世界・アイガ。そこに暮らす少年・エイジは、ある日、サカサマになってフェンスにしがみつく少女・パテマと出会う。パテマは重力が逆転した地下世界の住人で、行方不明の友人・ラゴスを探して散策するうちに地下世界からアイガへと「落ちて」しまったのだった。
手を離せばアイガの空に落ちてしまうパテマを助け、匿うエイジ。その頃、「サカサマ人」が現れたとの報告を受けたアイガの君主・イザムラは、治安警察のジャクに捜索を命じる。エイジはパテマを連れて逃げようとするが、パテマは捕らえられイザムラのもとへ連れて行かれてしまう。イザムラはパテマに、かつて地上で重力をエネルギーに変換する研究が行われていたこと、その事故によって重力が逆転してしまった人々が空へ落ちて行ったこと、重力が逆転しながらも運良く生き残った人々が地下に潜りサカサマ人となったことを語る。アイガに侵入したサカサマ人は死ぬべきだと告げるイザムラにパテマが見せられたものは、保存液に浸るラゴスの死体だった。
一方、エイジの前に、地下世界からパテマを探しに来たサカサマの青年・ポルタが現れる。二人は協力してパテマが監禁されている塔へ向かうが、救出直前にイザムラやジャクに見つかってしまう。エイジはイザムラから、かつて「空」を目指したエイジの父の死が事故ではなく暗殺だったことを知らされる。ジャクがエイジを撃とうとした瞬間、足枷をつけたパテマがエイジに飛びつき、二人はアイガの空へ向かって落ちて行った。落下を続ける二人が目にしたものは、広大な地面と、そこに設置されている無数の機械。緩やかに着地した二人は、そこでエイジの父が死ぬ際に乗り込んでいた飛行船を発見する。その中には、父とラゴスの交流の記録が残されていた。
エイジはパテマを地下世界に帰すため、飛行船に乗ってアイガに帰還し、そのまま地下世界へ向かう。追跡してきたイザムラとの激しいもみ合いの末、イザムラは地下に空いた穴へとさらに落ちていった。だが、その穴の先にあったのは廃墟となった高層ビル群と、本物の空だった。本物の地上で一人サカサマのエイジは、パテマにつかまり、新しい世界へと足を踏み出していく。

## 登場人物
パテマ
声 - 藤井ゆきよ
地下世界に住む一族の長の娘（養女）。明るく天真爛漫な性格で、混乱すると激情に駆られる。行方不明のラゴスの捜索と未知の世界への好奇心からアイガに落ち、エイジと出会う。
エイジ
声 - 岡本信彦
アイガに住む中等部2年生。管理下にあるアイガの社会を嫌い、教師に反発したり、空を見上げたりして暮らしていた。かつて空を目指した父・エイイチを尊敬している。
ポルタ
声 - 大畑伸太郎
地下世界に住む青年。向こう見ずでお調子者だが、行動力があり、パテマの事を案じる優しい面もある。パテマに想いを寄せている。
ジィ
声 - ふくまつ進紗
地下世界の長代理でパテマの育ての親。掟を重んじる真面目な老人で、時にはパテマやポルタと衝突する時もあるが、全ては地下世界に住む人々の安全を守るための行動である。行方不明のラゴスの父親。
イザムラ
声 - 土師孝也
アイガ君主国を牛耳る絶対的独裁者。空へ落ちていった人類を罪人とし、パテマたちサカサマ人を「かつて空へと連れ去られた罪深き人々の末裔」と忌み嫌っている。
ジャク
声 - 安元洋貴
イザムラ直轄の治安警察中央区管轄隊の隊長。イザムラからの信頼も厚い忠実な部下だが、イザムラの独裁性に対して疑問を抱いている節がある。
ラゴス
声 - 加藤将之
パテマが憧れている冒険家。本編の始まる数年前から行方不明になっている。
エイイチ
エイジの父親。アイガでは有名な技術者だったが、ある時を境に評価は落ち、飛行船で空に旅立とうとした際に事故で死亡している。
カホ
声 - 内田真礼
エイジのクラスメイト。成績優秀、品行方正な女子生徒。エイジに淡い好意を寄せている。

## 世界観・用語解説
かつて地上で起きた大災害により、重力が逆転してしまった者（サカサマ人）は地下で生活することを余儀なくされている。当初は通常人類とサカサマ人との交流もあったが、時が経つにつれ次第に失われ、物語開始時点ではふたつの世界は断絶している。
大災害
かつて人類が重力をエネルギーに変換する実験に失敗し、人やモノ、全てのあらゆるものが重力が逆転してしまったために起きたもの。重力が逆転した人々は大半が空へと落ち犠牲となった。生き残った人類のうち、重力が逆転していないものは地上に留まり、逆転したものは地下へ潜った。一部の研究者は責任を感じて地上と地下の中層へ移り住み、その末裔は今も重力が反転した地下世界を見守っている。
アイガ君主国
イザムラを君主とする独裁国家。人口などは不明。空を不浄なモノとしてみるという徹底した思想教育・洗脳教育が行われている。市民権制を導入しており、対象は子供大人全てである。普段の生活態度や犯罪率等で点数評価される。
治安警察
アイガ君主国の国家公安機関。隊員のほとんどは黒いコートとブーツを着用し、防毒マスク、ヘルメットを装備している。その外見から、パテマたち地下世界の住人からは「コウモリ人間」呼ばわりされている。

## スタッフ
- 原作・脚本・監督 - 吉浦康裕[4]
- 作画監督 - 又賀大介[4]
- キャラクター原案 - 茶山隆介[4]
- 美術監督 - 金子雄司[4]
- CG監督 - 安喰秀一[4]
- 色彩設計 - 井上あきこ[4]
- 動画検査 - 大谷久美子[4]
- プロデューサー - 小野幹雄[4]
- 制作プロデューサー - 稲垣亮祐[4]
- 音楽 - 大島ミチル[4]
- 音響監督 - Neue Welle
- プロダクション協力 - Ordet、TRIGGER、ウルトラスーパーピクチャーズ
- アニメーション制作 - スタジオ・リッカ
- 製作プロダクション・配給 - アスミック・エース[4]
- エグセクティブプロデューサー - 宮田昌紀、安藝貴範、安田猛、長江努
- 製作 - サカサマ会（アスミック・エース、グッドスマイルカンパニー、KADOKAWA、ディレクションズ）

## 主題歌
「Patema Inverse」
主題歌は本作の音楽を手がける大島ミチルが作曲した。エスペラントの歌詞が用いられ、フランス人アーティストのEstelle Micheau（エステル・ミショー）が歌唱を担当した。監督の吉浦康裕は「透明感溢れるどこか懐かしいファンタジックな曲」として制作を依頼しており、楽曲はそのイメージに沿った仕上がりとなった。本作の公開直前に配信された主題歌を使用した「Music PV」では、少しずつ距離を縮めていくエイジとパテマの心情が表現されている。

## テレビ放送
| 回数 | テレビ局       | 放送日         | 放送時間      | 放送分数 | 視聴率 | 備考             |
| ---- | -------------- | -------------- | ------------- | -------- | ------ | ---------------- |
| 1    | WOWOWプライム  | 2014年8月24日  | 18:00 - 19:45 | 105分    |        |                  |
| 2    | WOWOWシネマ    | 2014年9月11日  | 1:00 - 2:45   | 105分    |        |                  |
| 3    | WOWOWプライム  | 2014年10月27日 | 15:00 - 16:45 | 105分    |        |                  |
| 4    | WOWOWプライム  | 2014年11月26日 | 3:00 - 4:45   | 105分    |        |                  |
| 5    | WOWOWシネマ    | 2015年1月22日  | 5:15 - 7:00   | 105分    |        |                  |
| 6    | AT-X           | 2017年3月19日  | 8:00 - 9:55   | 115分    |        |                  |
| 7    | アニマックス   | 2017年11月3日  | 21:55 - 23:45 | 100分    |        |                  |
| 8    | BS12トゥエルビ | 2020年12月13日 | 19:00 - 21:00 | 120分    |        | 無料テレビ初放送 |
| 9    | BS12トゥエルビ | 2021年5月9日   | 19:00 - 21:00 | 120分    |        |                  |

## 配信版
映画本編の序章に当たるエピソードが『サカサマのパテマ Beginning of the day』として、2012年2月よりGYAO!およびニコニコ動画で配信された。
配信日
- 第1回 2012年2月25日配信
- 第2回 2012年3月25日配信（ニコニコ動画は3月24日先行配信）
- 第3回 2012年6月25日配信
- 第4回 2012年8月25日配信

## サカサマのパテマ another side
『サカサマのパテマ another side』は、toi8による漫画作品。『サカサマのパテマ』のアナザーストーリー。『月刊ビッグガンガン』2012年Vol.04（2012年3月24日発売）から2013年Vol.09（2013年8月24日発売）まで連載された。

### 登場人物
ミッコ
主人公。14歳。「ホラ吹き」とよばれたじいちゃんの遺した言葉から外の世界に憧れ、よく地下を探検をしている。
じいちゃん
5年前に亡くなったミッコの祖父。ミッコに外の世界の存在を教えた。
姐ちゃん
ミッコと一緒に住んでいる幼馴染。集落の数少ない娯楽である「裸踊り」を生業としている。
バルタン
地下の書庫で一人で暮らしている少年。美形。主人公の住む村では、かつて、とある男が妖術で女10人をさらって行ったという伝説が語り継がれているが、その4世代後の子孫と思われる。

## 関連商品

### BD / DVD
- サカサマのパテマ Blu-ray限定版
- サカサマのパテマ DVD限定版
- サカサマのパテマ DVD通常版

### 書籍情報
サカサマのパテマ
- 2013年10月25日初版 ISBN 978-4094088601

サカサマのパテマ another side
- 2013年10月25日初版 ISBN 978-4-7575-4106-1